# Thames Barrier

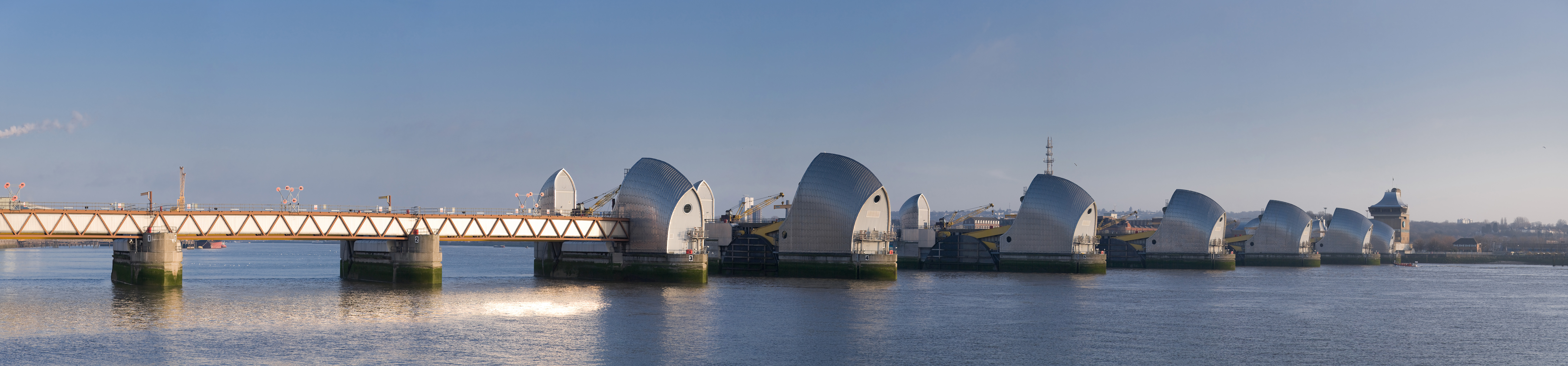
Thames Barrier

Thames Barrier – ruchoma zapora wodna na Tamizie, we wschodnim Londynie (Wielka Brytania), pomiędzy dzielnicą Silvertown na północy (gmina Newham) a Charlton na południu (gmina Greenwich). Stanowi kluczowy element ochrony przeciwpowodziowej centralnej i zachodniej części Wielkiego Londynu na wypadek ekstremalnego podniesienia się poziomu wody w Morzu Północnym. Zapora długa jest na 520 m i została wybudowana w latach 1974–1984.
Bezpośrednim impulsem do powstania bariery była katastrofalna powódź z 1953 roku. Budowę zapory rozpoczęto jednak dopiero w 1974 roku, a uroczyste otwarcie przez królową Elżbietę II nastąpiło 8 maja 1984 roku. Koszt budowy wyniósł blisko 500 mln funtów. Konstrukcja ma długość 520 m. Na tamę składa się dziewięć żelbetowych filarów, tworzących sześć prześwitów dla żeglugi (cztery główne oraz dwa mniejsze) i cztery nieżeglowne kanały. Zamknięcia zapory dokonuje się poprzez obracanie ruchomych segmentów umieszczonych pomiędzy filarami. Segmenty te są okrągłe w przekroju i wykonane ze stali, najcięższe z nich ważą 3500 ton.